# Urbeis
Urbeis ist eine französische Gemeinde mit 317 Einwohnern (Stand 1. Januar 2021) im Département Bas-Rhin in der Region Grand Est (bis 2015 Elsass). Sie gehört zum Arrondissement Sélestat-Erstein und zum Kanton Mutzig.

## Geografie
Urbeis liegt im Südwesten des Départements Bas-Rhin am Oberlauf des Giessen in den Vogesen. Die Urbeis umgebenden Erhebungen sind die Crêtes des Aviats (804 m) im Süden, die Arête du Bilstein (670 m) im Norden und der Climont (965 m) im Nordwesten. Zu Urbeis gehören die Ortsteile le Climont, le Haut d’Urbeis und le Bas d’Urbeis.
Der 602 m hohe Col d’Urbeis, ein Pass über den Vogesen-Hauptkamm, führt westlich von Urbeis in das Tal der Fave auf dem Gebiet des Départements Vosges in Lothringen.
Nachbargemeinden von Urbeis sind Steige im Norden, Lalaye und Fouchy im Osten, Rombach-le-Franc im Südosten, Lubine im Westen sowie Bourg-Bruche und Ranrupt im Nordwesten.

## Geschichte
In Urbeis wurden archäologische Forschungen durchgeführt. Der Ort hieß zusammen mit dem Bilstein im Jahr 1303 Habsburger Urbar. Urbeis war während des Ersten Weltkriegs ein Zwischenbahnhof der von den deutschen Streitkräften verlegten, 42 km langen Lordonbahn.

### Bevölkerungsentwicklung
| Jahr      | 1962 | 1968 | 1975 | 1982 | 1990 | 1999 | 2007 | 2017 |
| --------- | ---- | ---- | ---- | ---- | ---- | ---- | ---- | ---- |
| Einwohner | 226  | 238  | 205  | 215  | 222  | 285  | 300  | 322  |

## Sehenswürdigkeiten
- Kirche Saint Nicolas
- Burgruine Bilstein
- Protestantische Kirche am Climont
- Juliusturm, ein Aussichtsturm auf dem Climont

|  |  |